# Sasaki Sadako
Sasaki Sadako (佐々木 禎子 Sasaki Sadako, Tá Tá Mộc Trinh Tử) (7 tháng 1 năm 1943 - 25 tháng 10 năm 1955) là một hibakusha (nạn nhân của Vụ ném bom nguyên tử xuống Hiroshima và Nagasaki). Cô bé phát bệnh ung thư bạch cầu năm lên 10 tuổi và qua đời chỉ 2 năm sau đó. Tuy nhiên câu chuyện về niềm tin cuộc sống và sự kiên cường chống đỡ bệnh tật của cô đã trở thành biểu tượng của tinh thần chống chiến tranh và vũ khí hạt nhân ở Nhật Bản và trên thế giới, câu chuyện đó đã được ghi lại qua tác phẩm Sadako và nghìn con hạc giấy (Sadako and the Thousand Paper Cranes) của nhà văn Eleanor Coerr.

## Câu chuyện của Sadako

### Hibakusha

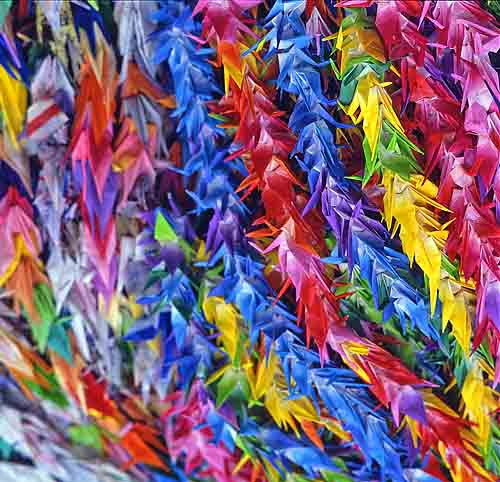
Những con hạc giấy ở Khu tưởng niệm Hòa bình Hiroshima được trẻ em Nhật Bản gấp để cầu mong cho hòa bình

Khi người Mỹ thả quả bom nguyên tử Little Boy xuống Hiroshima lúc 8 giờ 15 phút ngày 6 tháng 8 năm 1945, Sadako mới 2 tuổi và đang ở nhà của cô bé, nằm gần cầu Misasa cách tâm vụ nổ chỉ hơn 1 km. Mười năm sau cô bé bắt đầu phát bệnh ung thư bạch cầu, căn bệnh mà mới đầu mẹ của Sadako gọi là "thứ bệnh dịch của bom nguyên tử".
Tháng 11 năm 1954 các bướu nhỏ bắt đầu xuất hiện trên cổ và sau tai của Sadako. Tháng 1 năm 1955, chân của cô bé bắt đầu xuất hiện các đốm thẫm màu. Từ ngày 18 tháng 2 năm 1955 Sadako được chẩn đoán chính thức mắc ung thư bạch cầu. Cô bé nhập viện ngày 21 tháng 2 năm 1955 và sống những tháng ngày còn lại của mình tại đây.

### Nghìn con hạc giấy
Ngày 3 tháng 8 năm 1955, Sadako được gửi tặng 1.000 con hạc giấy, đây là món quà của người dân Nagoya cho bệnh viện như một lời chúc sức khỏe cho các bệnh nhân (theo Truyền thuyết ngàn hạc giấy, nếu người nào đó gấp đủ 1.000 con hạc giấy và kết lại thành chuỗi thì một điều ước, thường là về sức khỏe, của người đó sẽ trở thành hiện thực). Tin vào truyền thuyết đó cùng cảm hứng từ món quà của người dân Nagoya, Sadako bắt đầu tự gấp hạc với niềm tin cô bé sẽ khỏi bệnh nếu gấp đủ ngàn hạc giấy.
Mặc dù có nhiều thời gian rỗi khi nằm ở bệnh viện nhưng không phải lúc nào Sadako cũng có thể gấp hạc. Lý do đầu tiên là do thiếu giấy gấp, Sadako đã phải dùng cả giấy gói thuốc và đi xin giấy từ các bệnh nhân khác để gấp hạc. Lý do thứ hai là sức khỏe cô bé yếu dần trong những tháng cuối vì những di căn của căn bệnh ung thư. Theo tác phẩm Sadako và nghìn con hạc giấy thì Sadako qua đời khi mới hoàn thành hơn nửa ước vọng của mình với 644 con hạc, bạn bè cô bé đã gấp cho đủ 1.000 con và chôn chúng cùng Sadako. Tuy vậy theo những gì ghi lại ở Bảo tàng Khu tưởng niệm Hòa bình Hiroshima thì cô bé thực sự đã hoàn thành 1.000 con hạc giấy và còn tiếp tục gấp thêm nhiều con khác trước khi qua đời ngày 25 tháng 10 năm 1955.

## Tưởng nhớ

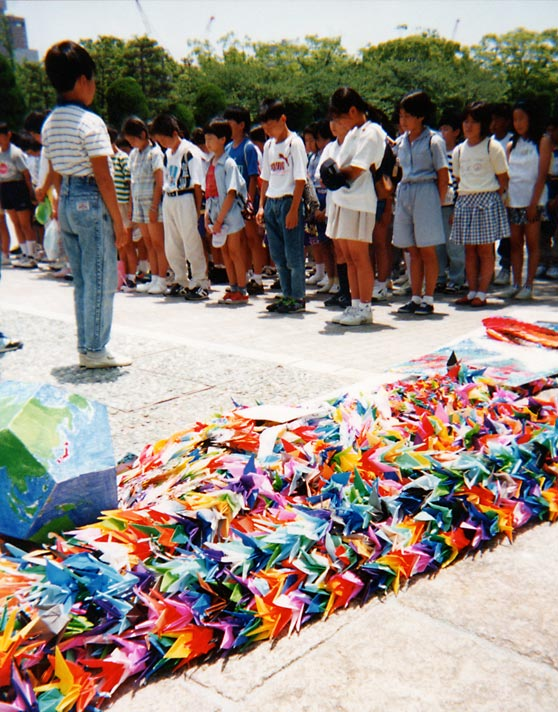
Trẻ em Nhật Bản đặt hạc giấy tại đài tưởng niệm Sadako ở Hiroshima

Sau khi Sadako qua đời, các bạn học của cô bé đã quyên góp để xây dựng một đài tưởng niệm cho Sadako cùng tất cả các trẻ em là nạn nhân của quả bom nguyên tử thả xuống Hiroshima. Năm 1958 Tượng đài hòa bình của trẻ em được khánh thành tại Khu tưởng niệm Hòa bình Hiroshima, tượng đài có dạng một mái vòm nhỏ, ở trên cùng có tượng của Sadako đang giang rộng tay cầm một con hạc lớn. Dưới chân tượng đài có dòng chữ: "Đây là lời kêu gọi của chúng tôi. Đây là lời cầu nguyện của chúng tôi. Hòa bình cho thế giới". Vào dịp kỉ niệm ngày thả bom, trẻ em Nhật Bản thường được kể câu chuyện về Sadako để nhắc nhớ tới tình yêu cuộc sống của cô bé cũng như hiểm họa của vũ khí hạt nhân trên thế giới. Gấp hạc giấy và đặt tại chân đài tưởng niệm để cầu mong cho hòa bình cũng trở thành một truyền thống không chỉ của trẻ em Nhật mà còn trở thành một biểu tượng hòa bình trên thế giới, mọi người đều có thể gửi hạc giấy đến đài tưởng niệm theo địa chỉ của Khu tưởng niệm Hòa bình Hiroshima.
Câu chuyện về Sadako còn là nguồn cảm hứng cho hai tác phẩm Sadako Will Leben (Sadako muốn sống, 1961) của nhà văn Áo Karl Bruckner và Sadako và nghìn con hạc giấy (Sadako and the Thousand Paper Cranes, 1977) của nhà văn Mỹ Eleanor Coerr. Cũng có những bài hát nói về câu chuyện của Sadako như Cranes Over Hiroshima của Fred Small.
Bài thơ Zhuravli của nhà văn Nga gốc Dagestan Rasul Gamzatovich Gamzatov được cho là đã bị ảnh hưởng từ câu chuyện bi kịch của Sadako, bản thân nhà văn đã tới thành phố Hiroshima và đã bị xúc động bởi câu chuyện buồn của Sadako. Sau khi được phổ nhạc, bài hát trở thành một trong những bài hát được yêu mến nhất nước Nga và cho đến nay vẫn là biểu tượng của chủ nghĩa ái quốc Nga.